# Brigitte Lainé
Brigitte Lainé (XX Distrito de París, 8 de junio de 1942-XV Distrito de París, 2 de noviembre de 2018) fue una archivera paleógrafa e historiadora del arte francesa. Fue responsable de los archivos judiciales de París entre 1977 y 2008, tras haber dirigido los archivos departamentales de la Vendée. Además, es conocida por haber testificado durante el juicio entre el político Maurice Papon y el historiador Jean-Luc Einaudi.

## Trayectoria
Estudió en la École Nationale des Chartes, donde obtuvo el diploma de archivera-paleógrafa en 1966, después de haber defendido una tesis titulada La vie économique et sociale à Collioure de 1360 à 1490 (en español: La vida económica y social en Collioure de 1360 a 1490). Ese mismo año, Lainé se convirtió en directora de los servicios de archivos de Vendée en 1966, antes de ser transferida a los Archives départementales de la Seine-Maritime en 1972, y luego designada al Archivo de París en 1977, donde permaneció hasta su jubilación en 2008.
Junto con su colega Philippe Grand, fue nombrada responsable, de los archivos judiciales del Palacio de Justicia de París. Esto los llevó a recolectar, ordenar y clasificar documentos, a menudo en mal estado y almacenados en «desvanes» y un «laberinto de cuevas». Lograron clasificar e inventariar los expedientes correccionales y de apelación correccionales de la Cuarta y Quinta Repúblicas. También fue la única responsable de la tramitación de los archivos del Palacio del tribunal de comercio de París y de los veinte juzgados de paz. Además, desenterró tesoros patrimoniales olvidados en los sótanos del Palais de la Cité, como «dos grandes cajas de discos de 78 rpm... tituladas Radio París», un tercio de los cuales no estaba presente en la colección del Institut National de l'audiovisuel.
Prestó gran atención a la ejecución de su misión de servicio público, asesorando y guiando a numerosos lectores en sus investigaciones en los Archivos de París. Su conocimiento de los fondos parisinos le valió un «reputación científica» internacional.

### Asunto Grand-Lainé

#### Juicio por difamación contra Jean-Luc Einaudi
En 1999, el político Maurice Papon demandó al historiador Jean-Luc Einaudi por difamación. Según él, las represiones policiales del 17 de octubre de 1961 fueron «una masacre» perpetrada «por fuerzas policiales que actuaban bajo las órdenes de Maurice Papon». Para su defensa, Einaudi necesitaba probar su tesis utilizando los Archivos Judiciales de la ciudad de París, pero todas sus solicitudes de exención fueron rechazadas. Decidió entonces citar a Brigitte Lainé y a Philippe Grand como testigos, en calidad de archiveros responsables de los documentos judiciales. El 11 de febrero de 1999, Lainé describió ante la Corte: 
«las distintas formas de ejecución de los argelinos, basándose en el centenar de expedientes de investigación conservados». 
Este testimonio, corroborado por un escrito de Philippe Grand destinado al tribunal, permitió al historiador ganar su caso.

#### Amenazas de sanciones y retirada de atribuciones
A causa de sus testimonios, Brigitte Lainé y Philippe Grand fueron amenazados con sanciones disciplinarias por incumplimiento del deber de confidencialidad. El riesgo de sanción penal se evita rápidamente debido a que el testimonio ante un magistrado exime de cualquier obligación de secreto. A raíz de un artículo publicado en el periódico Libération sobre el caso, varios investigadores extranjeros que habían trabajado con Lainé firmaron un llamamiento en el mismo periódico para protestar contra las amenazas de sanciones a las que se enfrentaba y exigir que: 
«Brigitte Lainé reciba elogios en lugar de intimidación por parte de los Archivos de Francia por su testimonio ante el tribunal», que «era una cuestión [...] de su conciencia profesional».
Sin embargo, se envió al Ministerio de Cultura una solicitud de amonestación contra los dos archiveros. No se dio curso a esta petición, pero el ministerio tampoco intervino cuando, más de un año después, el director de los Archivos de París, François Gasnault, retiró a los archiveros de sus funciones.

#### Rehabilitación
Esta situación no cambió hasta 2001, cuando presentó un recurso ante el tribunal administrativo de París para impugnar la decisión de la dirección. Al mismo tiempo, por iniciativa del partido político de Los Verdes, el consejo de París pidió que los dos archiveros recuperaran sus funciones. En 2003, el tribunal administrativo de París falló a favor de Brigitte Lainé, declarando que le habían sido retiradas sus responsabilidades «irregularmente por el departamento de París»y calificando la decisión del director de los Archivos de París como «sanción disciplinaria encubierta». Sin embargo, la sentencia administrativa no se aplicó y el 4 de marzo de 2004 se condenó al alcalde de París a pagarle una multa de 100 euros por día si la sentencia no se ejecutaba. En septiembre de 2005, finalmente recuperó sus funciones, pero sin rehabilitación profesional.

### Jubilación
Tras jubilarse en junio de 2008, Lainé prosiguió sus investigaciones en los Archivos de París y en 2011 publicó una guía de los archivos en los que había trabajado durante treinta y dos años: Guide des sources judiciaires. Les juridictions ordinaires et d’exception du département de la Seine puis du département de Paris et des départements du ressort de la cour d’appel de Paris. Fonds 1790-2010  (en español: Guía de fuentes judiciales. Los tribunales ordinarios y excepcionales del departamento del Sena, luego el departamento de París y los departamentos bajo la jurisdicción del Tribunal de Apelación de París. Fondo 1790-2010). Esta obra fue galardonada con el Premio Berger de la Academia de Inscripciones y Bellas Letras.

### Muerte y homenajes
Brigitte Lainé falleció el 2 de noviembre de 2018 a causa de un cáncer.
Los Archivos de París subrayan que «su espíritu de independencia y libertad, así como su conciencia política, la llevaron a veces a tomar posiciones cargadas de consecuencias, pero que aceptó plenamente. Sea como fuere, después de todos sus altibajos, el legado que deja a los Archivos de París es colosal y merece ser recordado y honrado», mientras que la École Nationale des Chartes no menciona su papel de testigo durante el juicio entre Maurice Papon y el historiador Jean-Luc Einaudi.
La promoción de 2020 de estudiantes conservadores del Instituto Nacional del Patrimonio eligió llevar el nombre de «Brigitte Lainé», a quien describen de haber ejercido «su profesión de conservadora del patrimonio dedicándose con pasión a su trabajo», convirtiéndose así en un «modelo inspirador de conciencia profesional».

## Reconocimientos
En 2015 se le otorgó la Orden Nacional de la Legión de Honor.
También recibió el Premio Berger de la Academia de Inscripciones y Bellas Letras por su obra Guide des sources judiciaires du département de la Seine puis du département de Paris (en español: Guía de las fuentes judiciales del departamento del Sena y luego del departamento de París). 
En 2020, fue incluida dentro del proyecto “Mujeres Investigadoras en los Archivos Estatales (1900-1970)” para la descripción archivística y creación de un micrositio específico en el Portal de Archivos Españoles (PARES), desarrollado entre 2020-2023. Este proyecto ha sido impulsado por la Subdirección General de Archivos Estatales, con el objetivo visibilizar la labor de investigación realizada en España por las mujeres en el intervalo 1900-1970 partiendo de los registros documentales que se conservan en los Archivos de Gestión de los AAEE del Ministerio de Cultura (el Archivo Histórico Nacional, el Archivo de la Corona de Aragón, el Archivo General de Simancas, el Archivo General de Indias, el Archivo de la Real Chancillería de Valladolid, el Archivo General de la Administración y el Centro de Información Documental de Archivos).

## Publicaciones
- Le conseil de prud'hommes du département de la Seine, 1844-1940 (1762-1971) (en francés) 1. Paris: Archives de Paris. 2006. p. 210. ISBN 2-86075-010-X..
- (Con Françoise Bouleau-Koca y Christian Oppetit) (2006). Le Chapitre impérial, royal et national de Saint-Denis (en francés). Bobigny: Conseil général de Seine-Saint-Denis. p. 259. ISBN 978-2906525191..
- (Con Michèle Bimbenet-Privat) (2007). «Reconstituer le trésor de Saint-Denis ? Les acquisitions d'orfèvrerie ancienne (XVIe et XVIIe siècles) sous la Monarchie de Juillet». Bulletin Monumental (en francés) (165 (2)): 195-207. doi:10.3406/bulmo.2007.1441..
- Guide des sources judiciaires (en francés). Paris: Direction des services d’archives de Paris. 2011. p. 672. ISBN 978-2-86075-015-8..
- L'iconographie de Saint Denis, premier évêque de Paris, XIIe–XIXe siècles (en francés). Paris: Archives de Paris. 2012. p. 56. ISBN 978-2-86075-020-2..